# Шулутко, Михаил Львович
Михаил Львович Шулутко (29 сентября 1925, Одесса — 28 марта 2004, Екатеринбург) — советский и российский учёный, хирург-пульмонолог и педагог, доктор медицинских наук, профессор. Участник Великой Отечественной войны. Почётный гражданин Екатеринбурга (2000).

## Биография
Родился 29 сентября 1925 года в Одессе в семье врачей.
С 1941 года после окончании семи классов школы и рабочего факультета поступил на первый курс Одесского государственного медицинского института.
После начала Великой Отечественной войны призван в ряды Красной армии и направлен в действующую армию, воевал в звании красноармейца.
С 1943 по 1947 годы обучался на лечебном факультете Казанского медицинского института. С 1947 по 1949 годы обучался на аспирантуре кафедры оперативной хирургии и топографической анатомии Казанского медицинского института. С 1949 года начал работать врачом-хирургом в Тюменской областной больнице и в Ханты-Мансийской окружной больнице. С 1952 по 1960 годы М. Л. Шулутко после прохождения курсов при Московском научно-исследовательском институте туберкулёза начал работать торакальным хирургом и заведующим лёгочно-хирургическим отделением Свердловского детского туберкулёзного санатория, одновременно с основной деятельностью начал работать — фтизиохирургом в Свердловском городском противотуберкулёзном диспансере. С 1960 года был назначен — заведующим лёгочно-хирургического отделения Свердловского научно-исследовательского института туберкулёза.
С 1974 по 1989 годы М. Л. Шулутко был заведующим кафедрой туберкулёза Свердловского медицинского института, одновременно был организатором, консультантом-руководителем научно-практической работой Свердловского лёгочно-хирургического диспансера и создателем Свердловского областного центра специализированной пульмонологической помощи. Помимо научно-педагогической деятельности М. Л. Шулутко занимался и практической работой: с 1974 по 1993 годы являлся — главным пульмонологом Свердловского областного отдела здравоохранения.
В 1948 году защитил диссертацию на соискание учёной степени кандидата медицинских наук по теме: «О влиянии пояснично-крестцовой симпатэктомии на развитие коллатерального кровообращения» при Казанском государственном медицинском институте и Казанском НИИ ортопедии и восстановительной хирургии, в 1963 году — доктора медицинских наук на тему: «Опыт хирургического лечения туберкулёза лёгких у детей и подростков». В 1963 году М. Л. Шулутко было присвоено звание профессора. М. Л. Шулутко автор многочисленных работ в том числе и монографий в области лёгочной хирургии.
Умер 28 марта 2004 года в Екатеринбурге. Похоронен на Широкореченском кладбище.

## Награды
- Медаль «За победу над Германией в Великой Отечественной войне 1941—1945 гг.»;
- Медаль «Пятьдесят лет победы в Великой Отечественной войне 1941—1945 гг.»;
- Медаль «Ветеран труда»[6].

### Звание
- Почётный гражданин Екатеринбурга (2000)[6].